# Džordž Fransis Ficdžerald
Profesor Džordž Fransis Ficdžerald (3. avgust 1851 – 22. februar 1901) bio je irski akademik, koji je služio kao Erasmus Smitov profesor prirodne i eksperimentalne filozofije (1881−1901) u Triniti koledžu u Dablinu (TCD). Ficdžerald je poznat po svom radu na elektromagnetnoj teoriji i po Lorenc–Ficdžeraldovoj kontrakciji, koja je postala integralni deo Ajnštajnove specijalne teorije relativnosti. Jedan krater na udaljenoj strani Meseca je imenovan po njemu, kao i jedna zgrada u TCD.

## Život i rad u fizici
Ficdžerald je rođen u kući u Br. 19. Louer Maunt ulici u Dablinu dana 3. avgusta 1851. godine od oca velečasnog Vilijam Ficdžeralda i njegove supruge Ane Franses Stoni (sestre Džorda Jonstona Stonija i Bindona Blad Stonija). Profesor moralne filozofije na Trinitiju i vikar Sent Ane u Doson ulici, u vreme rođenja svog sina, Vilijam Ficdžerald je bio imenovan biskupom Korka, Klojna i Rosa 1857. godine i premešten u Kilaloe i Klonfert 1862. godine. Džordž se vratio u Dablin i upisao TCD kao student kad mu je bilo 16 godina. On je postao član Trinitija 1877. godine i proveo je ostatak svoje karijere tamo, postajući Erasmus Smitov profesor prirodne i eksperimentalne filozofije 1881. godine.
Zajedno sa Oliverom Lodžom, Oliverom Hevisajdom i Hejnrihom Hercom|, Ficdžerald je bio vodeća figura u grupi „Maksvelista” koja je revidirala, proširila, pojašnila i potvrđila Džejms Klerk Maksvelove matematičke teorije elektromagnetnog polja tokom kasnih 1870-ih i 1880-ih.
Godine 1883, polazeći od Maksvelovih jednačina, Ficdžerald je bio prvi koji je predložio uređaj za produkciju brzo oscilujućih električnih struja za  generisanje elektromagnetnih talasa, fenomen koji je prvi put eksperimentalno pokazao da postoji nemački fizičar Hajnrih Herc 1888. godine.
Godine 1883, on je izabran za člana Kraljevskog društva. Godine 1899, on je nagrađen Kraljevskom medaljom za njegova istraživanja u polju teoretske fizike. Godine 1900, on je postao počasni član Kraljevskog društva Edinburga.
Ficdžerald je tokom većeg dela svog kratkog života bolovao od mnogobrojnih probavnih problema. On je postao veoma bolestan od stomačnih problema. Preminuo je u svojoj kući, u 7 Ili plejsu u Dablinu, ubrzo nakon operacije na perforiranom čiru, 21. februara 1901. Sahranjen je na groblju Maunt Džerom.

## Kontrakcija dužine
Ficdžerald je poznatiji po svojoj pretpostavci u svom kratkom pismu uredniku časopisa Nauka pod naslovom „Etar i atmosfera Zemlje” (1889), da ukoliko bi se svi pokretni predmeti bili prikazani kraćim u pravcu njihovog kretanja, time bi se uzeli u obzir zagonetn i nulti rezultati Majkelson—Morlijevog eksperimenta. Ficdžerald je ovu ideju delimično zasnovao na načinu na koji se zna da elektromagnetne sile utiču na kretanje. Konkretno, Ficdžerald je koristio neke jednačine koje je pre kratkog vremena pronašao njegov prijatelj, inženjer elektrotehnike Oliver Hevisajd. Holandski fizičar Hendrik Anton Lorenc došao je na vrlo sličnu ideju 1892. godine i potpunije je razvio u Lorencove transformacije, u kontekstu njegove teorije elektrona.
Lorenc-Ficdžeraldova kontrakcija (ili Ficdžerald-Lorencova kontrakcija) postala je suštinski deo specijalne teorije relativnosti, u obliku koji je objavio Albert Ajnštajn 1905. On je demonstrirao kinematičnu prirodu ovog efekta, izvodeći ga iz principa relativnosti i konstantnosti brzine svetlosti.

## Familija
Ficdžerald je 21. decembra 1885. godine oženio Harijet Meri, ćerku velečasnog Džona Hjuita Dželeta, provosta TCD. Oni su imali osmoro dece, tri sina i pet ćerki.
Ficdžerald je bio nećak Džordža Džonstona Stonija, irskog fizičara koji je skovao termin „elektron”. Nakon što su tu česticu otkrili Dž. Dž. Tomson i Volter Kaufman 1896. godine, Ficdžerald je predložio da se zove elektron. Ficdžerald je isto tako bio nećak Bindon Blad Stonija, eminentnog irskog inženjera.

## Eksperimenti letenja
Ficdžerald, zajednički sa drugima je krajem devetnaestog veka postao opsednut željom da leti. Njegovi pokušaji u Koledž parku u Dablinu 1895. godine uključivali su veliki broj studenata koji su vukli užad privezanu za Lilientalovu jedrilicu i privukli su pažnju ljudi u Dublinu, preko pruge ulice Nasau. Ficdžerald bi u tim prilikama skinuo svoj kaput, ali bi zadržao svoj visoki šešir, kojim se u to vreme normalno pokrivala glava. Eksperimenti nisu bili okrunjeni uspehom i na kraju su napušteni. Leteća mašina visila je dugi niz godina u zgradi muzeja sve dok jedan zaludni student inženjerstva nije upotrebio šibicu na sajli sa koje je visila. Plamen je putovao duž sajle i konzumirao jedrilicu pred nemoćnim posmatračima.

## Literatura
- Jarret, Philip. "Soaring Inspiration: Otto Lilienthal's Influence in Britain". Air Enthusiast, No. 65, September–October 1996, pp. 2–7. ISSN 0143-5450.
- Michelson, Albert A.; Morley, Edward W. (1886). „Influence of Motion of the Medium on the Velocity of Light”. Am. J. Sci. 31 (185): 377—386. Bibcode:1886AmJS...31..377M. S2CID 131116577. doi:10.2475/ajs.s3-31.185.377.
- Michelson, Albert A.; Morley, Edward W. (1887). „On the Relative Motion of the Earth and the Luminiferous Ether”. American Journal of Science. 34 (203): 333—345. Bibcode:1887AmJS...34..333M. S2CID 124333204. doi:10.2475/ajs.s3-34.203.333.
- Michelson, Albert A.; Morley, Edward W. (1887). „On a method of making the wave-length of sodium light the actual and practical standard of length” (PDF). American Journal of Science. 34 (204): 427—430. Bibcode:1887AmJS...34..427M. S2CID 130588977. doi:10.2475/ajs.s3-34.204.427. Архивирано из оригинала (PDF) 11. 06. 2017. г. Приступљено 21. 07. 2023.
- Michelson, Albert A.; Morley, Edward W. (1889). „On the feasibility of establishing a light-wave as the ultimate standard of length” (PDF). American Journal of Science. 38 (225): 181—6. S2CID 130479074. doi:10.2475/ajs.s3-38.225.181. Архивирано из оригинала (PDF) 17. 11. 2017. г. Приступљено 21. 07. 2023.
- Michelson, A. A.; Pease, F. G.; Pearson, F. (1929). „Results of repetition of the Michelson–Morley experiment”. Journal of the Optical Society of America. 18 (3): 181. Bibcode:1929JOSA...18..181M. doi:10.1364/josa.18.000181.
- Miller, Dayton C. (1925). „Ether-Drift Experiments at Mount Wilson”. Proceedings of the National Academy of Sciences. 11 (6): 306—314. Bibcode:1925PNAS...11..306M. PMC 1085994 . PMID 16587007. doi:10.1073/pnas.11.6.306 .
- Morley, Edward W.; Miller, Dayton C. (1904). „Extract from a Letter dated Cleveland, Ohio, August 5th, 1904, to Lord Kelvin from Profs. Edward W. Morley and Dayton C. Miller”. Philosophical Magazine. 6. 8 (48): 753—754. doi:10.1080/14786440409463248.
- Morley, Edward W.; Miller, Dayton C. (1905). „Report of an experiment to detect the Fitzgerald–Lorentz Effect”. Proceedings of the American Academy of Arts and Sciences. XLI (12): 321—8. JSTOR 20022071. doi:10.2307/20022071.
- Müller, H.; Herrmann, S.; Braxmaier, C.; Schiller, S.; Peters, A. (2003). „Modern Michelson–Morley experiment using cryogenic optical resonators”. Phys. Rev. Lett. 91 (2): 020401. Bibcode:2003PhRvL..91b0401M. PMID 12906465. S2CID 15770750. arXiv:physics/0305117 . doi:10.1103/PhysRevLett.91.020401.
- Müller, H.; Stanwix, Paul L.; Tobar, M. E.; Ivanov, E.; Wolf, P.; Herrmann, S.; Senger, A.; Kovalchuk, E.; Peters, A. (2007). „Relativity tests by complementary rotating Michelson–Morley experiments”. Phys. Rev. Lett. 99 (5): 050401. Bibcode:2007PhRvL..99e0401M. PMID 17930733. S2CID 33003084. arXiv:0706.2031 . doi:10.1103/PhysRevLett.99.050401.
- Nagel, M.; Parker, S.; Kovalchuk, E.; Stanwix, P.; Hartnett, J. V.; Ivanov, E.; Peters, A.; Tobar, M. (2015). „Direct terrestrial test of Lorentz symmetry in electrodynamics to 10−18”. Nature Communications. 6: 8174. Bibcode:2015NatCo...6.8174N. PMC 4569797 . PMID 26323989. arXiv:1412.6954 . doi:10.1038/ncomms9174.
- Piccard, A.; Stahel, E. (1926). „L'expérience de Michelson, réalisée en ballon libre”. Comptes Rendus. 183 (7): 420—421.
- Piccard, A.; Stahel, E. (1927). „Nouveaux résultats obtenus par l'expérience de Michelson”. Comptes Rendus. 184: 152.

## Spoljašnje veze
- O'Connor, John J.; Robertson, Edmund F. „Džordž Fransis Ficdžerald”. MacTutor History of Mathematics archive. University of St Andrews.